# ایل شاهسون بغدادی
ایل شاهسون بغدادی یکی از شاخه‌های ایل شاهسون است. این ایل در زمان صفویه  ودوران‌حکمرانی شاه اسماعیل   از مناطق مرکزی و شمالی عراق  ودر دوره نادرشاه از مناطق شمالی عراق به خراسان کوچ داده شدند سپس به حاشیهٔ زاینده‌رود و شیراز رفتند

## معرفی
ایل شاهسون بغدادی یکی از اقوام بزرگ و تأثیرگذار ایرانی است. این ایل نقش و تأثیر سیاسی و اجتماعی بسیار مهمی در دوره‌های تاریخی ایران به ویژه دوره‌های؛ قراقویونلوها، آق‌قویونلوها، صفوی، افشار، زند، قاجار و پهلوی داشته‌است. از آن‌جایی که در کتاب‌های تاریخ، دربارهٔ سرگذشت و تأثیر ایل شاهسون بغدادی، بسیار کم گفته شده یا اندک اشاره‌ای شده‌است، مردم، حتی پژوهشگران شناخت جامعی از این قوم بزرگ و تأثیرگذار ایرانی ندارند.

## پیشینهٔ تاریخی شاهسون‌ها
شاهسَوَن (شَسَوَن) مرکب از شاه (شه) فارسی و سَوَن ترکی است. این بخشی از ایل که در ساوه هستند پس از رسیدن قشقایی‌ها به فارس در دوران صفویه از قشقایی‌ها طرد شده و مستقل شدند. بخشی دیگری از شاهسون بغدادی که در استان قزوین هستند از آذربایجان به دلیل نام معلوم به خرقان کوچیدن. شاهسون به معنای دوستدار شاه می‌باشد. ایل شاهسون یک اتحادیهٔ میان طایفه‌هاست که در زمان شاه عباس صفوی از ادغام شماری از تیره‌های قزلباش و به منظور تضعیف سرکردگان قزلباش ایجاد شد.

 «... پیشینهٔ تاریخی شاهسونان به زمان پادشاهان صفوی می‌رسد نویسندگان تاریخ و سفرنامه‌ها در این قول معتقدند که شاه‌عباس بزرگ برای کاستن نفوذ و نیروی حکمرانان سی دو طایفهٔ قزلباش که در آن روزگار تمشیت و ادارهٔ همهٔ امور مملکت را در دست داشتند و قدرتی بزرگ و خودکامه در برابر پادشاه به‌شمار می‌آمدند به ایجاد سپاهی مجهز و منظم در یک‌دستهٔ پیادهٔ تفنگدار و یک‌دستهٔ سواره همت کرد. علی‌الظاهر، بهانهٔ آن پادشاه از تشکیل و تجهیز این قشون پدیدآوردن نیرویی رزم‌آور و ورزیده در برابر قوای ینی‌چری دولت عثمانی بود اما هدف واقعی و پنهانی وی مقابله با امرای خودسر و نافرمان قزلباش و از میان برداشتن قدرت و اعتبار ایشان به‌شمار می‌آمد…

پژوهش بیشتر در این زمینه نشان می‌دهد که اصطلاح شاهی‌سیونی و شاهی‌سیون -که سابقهٔ آن به‌روزگاری پیش از تولد و سلطنت شاه‌عباس و تشکیل آن دو دسته قشون می‌رسد- در دوران صفویان مفهومی غیر از سپاهیان ویژه شاه عباس دارد و از آن معنای دوستاری شاه و فداکاری و جانبازی در راه آن «مرشد کامل» برمی‌آید. یکی از پژوهشگران آگاه تاریخ صفویان دراین زمینه چنین می‌نگارد: چیزی که تمام طایفه‌ها گوناگون قزلباش را در زمان شاه اسماعیل صفوی به یک‌دیگر پیوسته و به‌صورت نیروی واحدی درآورده بود، شاهی‌سیونی یا دوستداری شاه و فداکاری و جان‌فشانی در راه مقاصد مقدس آن مرشد کامل، یعنی جهاد با کفار و ترویج مذهب شیعه اثنی عشری و تقویت و تحکیم سلطنت نوبنیاد صفوی بود…

مفهوم اخیر شاهی‌سیونی نیز با گذشت زمان دستخوش دیگرگونی شد و تعبیر امروزین ازآن برخاست. این تعبیر یعنی اینکه شاهسونان را بازماندگان سپاهیان ویژه شاه عباس می‌دانیم، معنایی است که پس از انقراض سلسله صفویان از جانب مردم شهرنشین و مورخان در مورد دسته‌ای از قشون ویژه شاه عباس عنوان گردید و بعدها «به کلیه کوچ‌نشینان آذربایجان اطلاق شد…
نویسندگان روزگار قاجار و زمان ما دربارهٔ چگونگی تشکیل سپاهیانی به نام شاهسون مطالبی کم و بیش همسان دارند و یادآور می‌شوند که چون جمعی از نمک به حرامان قزل‌باشیه بر شاه عباس خروج کرده پای جرأت و جسارت پیش نهادند، شاه فرمود شاهسون گلسون یعنی هرکه شاه را دوست دارد بیاید؛ لذا از هر فرقه آمده طاغیان شاه را شکست دادند، پادشاه آن جماعت را شاهسون نام نهادند در میان آن طایفه طوایف مختلفه‌است مسکن ایشان در ملک منان و آذربایجان و عراق و فارس و قلیلی در خراسان و کابل و کشمیر سکونت دارند…»

فرزندان ایل شاهسون هم‌اکنون در منطقه‌های گوناگون ایران (استان‌های تهران، البرز، فارس، آذربایجان، مرکزی، زنجان، بوشهرو…) همچنین کشورهای همسایه، همچون ترکیه و عراق و افغانستان  و هند و پاکستان و اذربایجان  و....استقرار یافته‌اند و در قرن اخیر، بیشتر آنان یک‌جانشین و شهرنشین شده‌اند.ویکی از بزرگترین اقوام را در خاورمیانه تشکیل داده اند

## ساختار ایل شاهسون بغدادی
هستهٔ نخستین ایل شاهسون بغدادی را در زمان صفویه  وطی فراخوان های  وقیام های که در زمان شاه اسماعیل توسط  مردمانی که ساکن مناطق تحت حکمرانی عثمانیان بود و اعلام قزلباشی و حمایت از دولت صفویی را کردند صورت گرفت  و در دوره  نادرشاه‌افشار در سال ۴۶–۱۱۴۵هجری قمری، هنگام نبرد با عثمانیان از نواحی مجاور کرکوک به خراسان کوچاند. علت معروف شدن ایل مزبور به "شاهسون بغدادی" هم از این رو بوده‌است. طایفه‌ها و تیره‌های گوناگونی از این ایل در منطقه‌های مختلف ایران، عراق، ترکیه و سوریه پراکنده شده‌اند. بدنهٔ اصلی ایل بغدادی پس از انتقال به خراسان با وقوع قتل نادرشاه به نواحی فارس مهاجرت کرد و در اوایل حکومت قاجار در مناطق ساوه، قزوین، همدان و نواحی مجاور استقرار یافت و رشته کوه خرقان طی حکمی رسمی به عنوان محل یورت طایفه‌های آن تعیین شد.

## سازمان اجتماعی ایل شاهسون بغدادی
ایل شاهسون بغدادی که در حال حاضر به جز چند صد خانوار که زندگی عشایری دارند، بقیه در تهران، ساوه، قم، ورامین، شهریار، زنجان، قزوین، کرج٫اراک و سایر نقاط ایران اسکان پیدا کرده‌اند، از ۲۹ طایفه، ۲۲۰تیره، و صدها گوبک تشکیل می‌شوند. هستهٔ اولیه ایشان در حمله نخست نادر به بغداد در سال ۱۱۴۵ هـ.ق. از نواحی مجاور کرکوک به خراسان کوچانیده شد، که پس از مرگ نادرشاه به شیراز رفت، و بعد از مرگ کریم‌خان زند به وسیلهٔ آقامحمدخان قاجار در حوزهٔ ساوه و کوه‌های خرقان استقرار پیدا کرد. امور سیاسی ایل به دست رئیس، ایل بیگیان یا ایل بیگی، کدخدایان، و ریش سفیدان بوده‌است. ریاست ایل، که گاهی مستقل و گاهی با حکومت زرند٫ساوه و اراک بوده، همیشه توسط حکومت مرکزی به عنوان نانخانه به اشخاص مورد نظر حکومت وقت داده می‌شده‌است. اما ایل بیگیان یا ایل بیگی به عنوان پل ارتباطی با ایل و دستگاه حکومتی، فرمان خود را از شاه وقت دریافت می‌کرده‌اند. در زمان قاجاریه ایل شاهسون بغدادی دارای سه ایل بیگی (لک - آرخلو - کلوند) بوده‌است. منصب ایل بیگی بیشتر موروثی بوده‌است، اما موارد استثناء نیز ملاحظه می‌شود. کدخدایان نیز، که در راس طوایف بوده‌اند، غالباً منصب موروثی داشته‌اند. اما در این موارد هم موارد استثناء کم نیست. ریش سفیدان در راس تیره و در میان «اوبه» که بیشتر یک واحد اقتصادی است تا سیاسی، وجود داشته‌اند و مقامشان الزاماً موروثی نبوده‌است. عشایر بغدادی را دولت از سال ۱۳۰۷ شمسی به اسکان دائم و تخته قاپو فرا می‌خواند، اما تا سال ۱۳۱۵ طول می‌کشد تا قسمت اعظم ایل اسکان پیدا کنند. بعد از شهریور ۱۳۲۰ مجدداً بسیاری از بغدادی‌ها به ییلاق و قشلاق می‌پردازند، و محمدعلی‌خان صمصامی با دریافت حکم ریاست ایل از فرمانداری ساوه تا سال ۱۳۳۶ سعی خود را بر تشکل مجدد عشایر شاهسون بغدادی مصروف می‌دارد. اما اختلافات داخلی و درگیری‌های خارجی با خان‌های محلی، و تأثیرات ناشی از سقوط مصدق در ترکیب گروه‌های قدرت، و غیره موجب از کف رفتن ییلاقات متعلق به ایل و اسکان عشایر بغدادی می‌شود.
== پیشینهٔ تاریخی ایل شاهسون بغدادربارهٔ شاهسون‌های بغدادی و پیشینه تاریخی آن‌ها مینورسکی و هنری فیلد مطالبی نوشته‌اند. مینورسکی معتقد است که این‌ها در زمان شاه عباس اول از شیراز به ناحیه ساوه آمده‌اند. (۱) هنری فیلد می‌نویسد: «... اعتقاد بر این است که شاهسون‌های بغدادی در خلال عصر صفوی مهاجرت کرده و در نزدیکی بغداد مسکن گرفته‌اند و در زمان نادرشاه از آن‌جا به شیراز برگشته‌اند. در زمان کریم‌خان زند جای ثابت و مشخص نداشته‌اند، تا این که به آقامحمدخان قاجار پیوسته‌اند و او ایشان را در زیستگاه کنونی‌شان مستقر ساخته‌است.».
این که هنری فیلد از مهاجرت شاهسون‌های بغدادی در دوران صفوی به نزدیکی بغداد و مداین سخن می‌گوید،  همچنین عباس عزاوی  و اسکندر بیگ خاستگاه طوایف لک در ایل شاهسون را از مناطق جنوبی بغداد میدانند که در دوران صفویه طی فراخوانی به جهت از حمایت از دولت صفوی  ونبرد با عثمانی ها در نزدیکی قلعه ضحاک  به همراه دوهزار تن  به سر پرستی لک خان به سپاهیان صفوی پیوستند که بعد ها از افزوده شدن ۱۲۰۰ خانوار دیگر از طوایف لک از حوالی بغداد به سپاهیان صفوی اشارت کرده اند . 
فتح السلطان- علی‌اکبرخان قرابیگلو [قرابکلو]- از عمویش ایمانعلی خان نقل می‌کرد که هفتاد طایفهٔ لک و آرخلو در مرز عثمانی سرحددار ایران بوده‌اند که توسط نادرشاه به خراسان کوچانیده شده‌اند. پس از مرگ نادرشاه به شیراز آمده‌اند و پس از مرگ کریم خان توسط آقامحمدخان قاجار در منطقه ساوه استقرار پیدا کرده‌اند. شواهد چندی وجود دارد که نظر خود شاهسون‌های بغدادی را مقرون به واقع نشان می‌دهد:
وجود چنین باوری که نادرشاه آن‌ها را به خراسان کوچانیده‌است.
ب- وجود ترانه‌هایی که در آن‌ها مسیر احتمالی مهاجرت اینان (تبریز، خراسان، شیراز، و مناطق آخرین محل استقرار) اشاره شده‌است. این که در منابع تاریخی معاصر نادر از انتقال ایلات و عشایر از نواحی ذهاب و کرکوک به خراسان سخن رفته‌است. به طوری که محمد کاظم در ذیل وقایع حملهٔ نخست نادر به بغداد می‌نویسد که وی از منطقهٔ ذهاب «... جماعت قرابیات و زنگنه و باجلان را کوچ داده، روانه دیار خراسان نمود که رفته در محال دارالسلطنه هرات سکنا نمایند… و به قدر چهار-پنج هزار نفر از آن جماعت ملازم گرفته مأمور رکاب گردانید.
میرزا مهدی خان استرآبادی نیز در ذیل وقایع نخستین حمله نادر به بغداد از کوچانیده شدن گروهی از طایفه از بغداد به خراسان سخن می‌گوید. وی می‌نویسد:"... دو هزار نفر از طایفه بیات [را] که در هشت فرسخی کرکوک سکنی داشتند، کوچانیده روانه خراسان ساختند. (۵)
د- وجود جماعت شاهسون در نواحی کرکوک:در سیاحت‌نامهٔ حدود محمد خورشید پاشا عضو کمیسیون تعیین حدود ایران و عثمانی – به وجود سی خانوار چادرنشین «شَهسَوَن» (افراد ایل شاهسون بغدادی نیز خود را شَسَوَن می‌نامند) در دوز خورماتو به سال ۱۲۶۴ هـ.ق. اشاره شده‌است. (۶)
هـ - امکان ردیابی برخی از طوایف مهم ایل شاهسون بغدادی در سابقه تاریخی مناطق شرق و جنوب ترکیه، شرق و شمال سوریه، و شمال عراق.بغداد
لک: عباس عزاوی می‌نویسد که لک‌ها از قبایل ایرانی هستند که در شمال و جنوب عراق پراکنده‌اند و در بخش مندلی تابع قبیله قراالوس بوده‌اند. و به زبان لکی تلکم می‌کنند (۸)
در مورد لک‌های تابع قبیلهٔ قراالوس نکتهٔ جالب توجه در این‌جاست که اینان در سال ۱۱۲۰هـ. ق. (یعنی در حدود ۲۵سال قبل از کوچ احتمالی ایل بغدادی به خراسان) لک زبان و شیعه مذهب بوده‌اند
امروزه واژگان و ضرب بالمثل بسیار زیاد با ریشه گویش لکی در زبان طوایف لک دیده می‌شوند.
مثل رنگ‌ها و گیاهان و ادوات سیاه چادر که به همان شکل گویش لکی در گویش  طوایف لک  ایل شاهسون باقی مانده‌است.
پیش‌تر از این تاریخ، اسکندر بیک ترکمان نیز ذیل وقایع سال ۱۰۳۴ هـ.ق. -حمله شاه عباس به بغداد- از قلعهٔ لک بغداد (=قلعه زهاب) واقع در نزدیکی قلعه مندلی، و پیوستن دارندهٔ آن -حاجی بیک لک- به شاه عباس و مورد مرحمت قرار گرفتنش سخن به میان آورده‌است. (۱۰)
هسته اولیه طوایف لک بغدادی از بغداد و حوالی آن و قسمت جنوبی دجله در کنار ویرانه‌های شهر مداین موسوم به هفت تپه و اسپانبر آورده شده‌است و طبق شواهد ساکنان و بومیان ان منطقه بوده‌اند
که با توجه به وحدت مکانی، بعید نیست لک متعلق به قبیلهٔ قراالوس از بقایای لک مورد اشاره اسکندر بیک بوده باشد. محمد خورشید پاشا نیز در سیاحت‌نامهٔ حدود به وجود پنجاه خانوار چادرنشین لک در دوزخورماتو و هشت خانوار در کرکوک اشاره دارد. (۱۱)
کارستن نیبور نیز در سال ۱۷۶۴ م. از وجود یک‌هزار چادرنشین لک در ناحیه بین سیواس و آنکارا خبر می‌دهد. (۱۲)
طایفه خداورن لو (خداوند لو) یکی از بزرگ‌ترین طایفه‌های شعبه لک ایل شاهسون بغدادی می‌باشد. و از اولین تیره های هسته تشکیل طوایف لک در ایل شاهسون بغدادی می‌باشند واز نظر گویش و زبان واژگان بسیار زیادی از گویش لکی دربین گویش آنها باقی‌مانده و حتی بعضی واژگان لکی به صورت و دست نخورده ویا اندکی تغییر هنوز در بین این طایفه استفاده می‌شود.
طایفه شرف لو، چلب لو، کلوند، دولتوند، موسیوند و … بزرگ‌ترین طوایف لک می‌باشد که بازماندگان طوایف لک در ایل شاهسون بغدادی می‌باشند. این طوایف با زبان ترکی که بیشترین کلمات لکی را در گویش خود دارند قرار گرفته‌است
کوسه‌لَر:
کوسه‌لَر بزرگ‌ترین طایفهٔ شعبهٔ لک ایل شاهسون بغدادی است. بر اساس گزارش‌های اسکان عشایر در عثمانی، در سال ۱۷۰۸ میلادی. جماعت حاجی بهاءالدین‌لو در قریهٔ «کوسه‌لَر» از توابع گلنار اسکان داده می‌شوند. (۱۸) در قرن نوزدهم نیز، بنابر تحقیقات فاروق سومر، طایفهٔ کوسه‌لَر در «نازیللی» ولایت آیدین زندگی می‌کرده‌اند. (۱۹) در داستان «دوقلوهای ترک» خانم جاهید اوچوق از «مزرعهٔ کوسه‌لَر» یاد شده‌است. (۲۰) هم‌اکنون در شمال آنتالیا محلی به نام کوسه‌لر وجود دارد و افراد بسیاری نیز در محلات فاتح، بایرم پاشا، زیتون بورنو، باغچه لی‌اولر، کوچوک کوی، یدی کوله، باغجیلار، قاضی عثمان پاشا، مرتر، حوجا مصطفی پاشا، و بکیرکوی استانبول زندگی می‌کنند که نام فامیل‌شان «کوسه‌لَر» است.
موصلو: از طوایف ترکمان نواحی دیاربکر و یکی از دو طایفه بزرگ آق قوینلوها بوده، و حکومت آن جا را در زمان سلطنت آق‌قویونلوها در دست داشته‌است. موصلوها به سرکردگی امیر بیک موصلو در سال۹۱۳هـ. ق. به نیروی شاه اسماعیل پیوستند و از جمله قزلباشان شدند. یحیی بن عبداللطیف قزوینی ذیل وقایع این سال می‌نویسد:"... امیر بیک موصلو که از جانب آق‌قوینلو مدت‌ها والی دیاربکر بود، با اقوام و اتباع واویماق موصلو به عز بساط بوس همایون مفتخر گشت و هدایای بسیار به موقف عرض رسانید و دیاربکر داخل محروسه شد و ایالات آن‌جا به پیرمحمدخان استاجلو قرار گرفت… و حضرت اعلی، امیر بیک موصلو را به منصب مهرداری همایون سرافراز گردانید. (۱۳)
از سال ۹۲۷ تا ۹۳۵ هـ.ق. نزدیک به یک دهه حکومت در بغداد در دست بزرگان موصلو بود، تا این‌که در سال اخیر شاه طهماسب آن‌جا را فتح کرده و به حکومت آنان خاتمه می‌دهد. (۱۴)
دوگر: از طوایف مهم ساکن آناطولی، سوریه و عراق- موصل- ماردین و کرکوک - دقوق - که درگیری‌های بین قراقویونلوها و آق‌قویونلوها موجبات تقسیم و پراکندگی بسیار آنان را فراهم آورد. از طوایف دوگر در ناحیهٔ اردبیل نیز وجود دارند که توسط قراقویونلوها به آن‌جا کوچانده شده‌اند و اصالتاً متعلق به دوگرهای «اورفا» می‌باشند.
(۱۵) ابوبکر طهرانی دربارهٔ دوگرها می‌نویسد: "... دمشق خواجه که از امراء دگر بود و بیست هزار خانه را سردار و صاحب اختیار بود و رها (=اورفای امروز)... و حران… از آن او بود… در کنار آب فرات قشلاق [گرفت] و یغموربیک… که مهتر امراء دگر بود با هزارخانه که تابع او بودند و سه هزارخانه دیگر نوکر عثمان بیک (=پدربزرگ اوزون حسن) شدند. (۱۶)
این قول میزان اعتبار و نفوذ دوگرها را در منطقه شمال عراق و شرق عثمانی در زمان تیموریان نشان می‌دهد. بنا به نوشته کارستن در سال ۱۷۷۶م. از جماعت دوگر یکهزار خانوار چادرنشین در ناحیه اورفا زندگی می‌کرده‌اند. (۱۷)
کلوند: بنابر گزارش محمد خورشید پاشا در سیاحت‌نامه حدود، در سال ۱۲۶۴هـ. ق. بیست و پنج خانوار چادرنشین از طایفه کله‌وند در دوزخورماتو زندگی می‌کرده‌است. (۲۱)
و- وجود مشابهت لهجه‌ای و همگونی ضرب‌المثل‌ها و داستان‌ها بین شاهسون‌های بغدادی و طوایفی از ترک‌های کرکوک که ساکن "تل عفر"، "آلتین کوپرو"، "تیسین"، "بشیر"ریا، "تازه خرماتو"،" توزخرماتو"، "امام زین العابدین"، "قاراتپه"، و "بیات لار" هستند. (۲۲)
با توجه به شواهدی که ارائه شد، نویسنده بر این باور است که هسته اولیهٔ ایل شاهسون بغدادی از نواحی کرکوک به درون ایران کوچانده شده، و به احتمال قریب به یقین از همان بیات‌ها یا طوایف ابواب‌جمع و وابسته‌ای بوده‌است که میرزا مهدی خان استرآبادی به کوچ آنان از کرکوک به خراسان اشاره کرده‌است. (۲۳)
دربارهٔ نحوه مهاجرت و وضعیت ایل طی مدت استقرارش در خراسان و شیراز منبع موثقی در دسترس نیست.  فتح‌السلطان، که بیش از یک صد سال عمر کرد (وفات۱۳۵۷)، از قول عمویش ایمانعلی خان که یکصدو بیست سال عمر کرده بود، برای نویسنده نقل می‌کرد که: جانی بیگ بزرگ ایل در سرحد عثمانی بوده‌است. سرخاب، یوسف و قاسمعلی خان برادران او بوده‌اند و قاسمعلی خان سرکرده نظامی ایل بوده‌است. در دوران؛ آشوب و سقوط اصفهان، احمدپاشا از قاسمعلی خان قول عدم تعرض گرفته مناطق غرب ایران را به تصرف خود درمی‌آورد. نادر در حمله به بغداد پس از غارت ایل امر به کشتن قاسمعلی خان می‌دهد ولی با وساطت میرزا مهدی خان از کشتن او صرف نظر می‌کند. طوایف لک و آرخلو به خراسان عزیمت می‌کنند و قاسمعلی خان به خدمت نادر در می‌آید و به مقام میرآخوری می‌رسد. در بازگشت از هند به دلیل سرپیچی از امر نادر و به همراه آوردن غنایم مغضوب واقع شده و (به امر نادر گوش یا بینی او را می‌برند). وی در همین زمان در خراسان فوت می‌کند و در کنار سقاخانه حرم امام رضا (ع) به خاک سپرده می‌شود. به دنبال این حادثه، ایل شاهسون بغدادی اعتبار نخستین خود را از دست داده و در پی مرگ نادر از خراسان به شیراز مهاجرت کرده‌است. در شیراز، کریم خان زند به امید چیرگی بر دشمنان با علی خان شاهسون از تیره قاسملو پیمان اتحاد می‌بندد. پس از پیروزی کریم خان، علی خان شاهسون رئیس سواره نظام ایل شاهسون بغدادی در نزد او می‌شود. با مرگ کریم خان ایل شیراز را ترک می‌کند و سرانجام توسط آقامحمدخان در منطقهٔ ساوه مستقر می‌گردد. 
صحت تاریخی این قول بر نویسنده این رساله معلوم نشد. هرچند در کتاب فریزر از قاسم بیک خان، که ناظم مناظم و اعتمادالدوله نادر بوده، ذکرنامی شده(۲۴) و از علی خان شاهسون در ذیل وقایع دهه ۱۱۷۰هـ. ق. از قبیل سرکوب افغان‌ها در مازندران، مبارزه با نصیرخان در حاشیه خلیج فارس، محاصره ارومیه، مبارزه با زکی خان، و محاصره کرمان و مبارزه با تقی خان درانی- مبارزه‌ای که به مرگ علی‌خان انجامید- در منابع دوره زندیه به تفصیل سخن رفته‌است. (۲۵)
بر اساس شواهد تاریخی و گزارش‌های محلی، فردی به نام نورعلی‌خان نوگان (یا نوغان)، که به احتمال زیاد از سرداران نادرشاه افشار یا فرزند یکی از فرماندهان ارشد وی بوده است، در تحولات سیاسی و نظامی اوایل دوره قاجار، به‌ویژه در دوران آقامحمدخان قاجار، در منطقه مازندران نقش داشته است. منابع محلی نقل می‌کنند که نورعلی‌خان به همراه افرادی چون محمدخان، قاسم‌خان، جان‌محمد، و آقامحمدشاه (که ظاهراً لقب «شاه» به‌صورت تشریفاتی برای او به کار می‌رفته) پس از مرگ نادرشاه به مازندران پناه آورده‌اند و با قدرت گیری زندیه به کریم خان پیوستند.
در نقل‌قول‌های بومی آمده است که نورعلی‌خان هم‌زمان با وقایعی که منجر به قتل خان ابدال‌خان شد، کشته شده و در منطقه‌ای جنگلی در مازندران دفن شده است. محل دفن وی امروزه با نام‌هایی چون «سووشون» یا «شوسون» شناخته می‌شود. علت دقیق این نام‌گذاری در میان مردم محلی مشخص نیست و نیازمند بررسی‌های زبان‌شناختی و مردم‌نگارانه بیشتری است.
در سال‌های اخیر، آزمایش‌های ژنتیکی بر روی نوادگان منسوب به نورعلی‌خان نشان داده است که خاستگاه ژنتیکی وی به مناطق شمال‌غربی ایران، از جمله نواحی میان ارمنستان، شمال عراق و شرق ترکیه بازمی‌گردد. این داده‌ها می‌تواند تأییدی بر پیوند قومی و جغرافیایی او با یکی از طوایف نظامی حاضر در ساختار فرماندهی نادرشاه باشد که پس از فروپاشی دولت افشاری، به‌طور مستقل یا نیمه‌مستقل در وقایع سیاسی بعدی ایفای نقش کرده‌اند.
دربارهٔ انتقال این ایل از شیراز به منطقه ساوه، در ذیل میرزا عبدالکریم بر تاریخ گیتی گشا از کوچانیدن ایلات عراقی از شیراز به عراق توسط آقامحمدخان قاجار به هنگام ورود به شیراز سخن به میان آمده‌است، اما نامی از ایلات کوچ داده شده برده نشده‌است. (۲۶)
مع‌الوصف، وجود طوایف و تیره‌های همنامی چون: لک، آرخلو، احمدلو، موصلو، و قوتولو بین ایل‌های بغدادی و قشقایی، و اظهار صریح عشایر متعلق به تیره توللی در هر دو ایل مبنی بر وجود همبستگی تاریخی با یکدیگر، جای شبهه‌ای در انتقال ایل شاهسون بغدادی از شیراز به منطقه ساوه باقی نمی‌گذارد. به علاوه این‌که، ترانه‌ای بین عشایر شاهسون بغدادی وجود دارد که در وصف کوه‌های شیراز است و گوینده آرزوی گذر از آن‌ها را می‌کند. (۲۷) نیز هنری فیلد از علی‌قوردلوهای کوهمره سخن می‌گوید که همنام با یکی از طوایف شعبه لک ایل شاهسون بغدادی است. (۲۸)
اما، نخستین سندی که حکایت از استقرار ایل بغدادی در بودباش کنونی‌اش می‌کند، به سال ۱۲۲۰ ه‍.ق بازمی‌گردد که طی آن ایل بیگی‌گری " طایفه شاهسون " بغدادی به همت خان از طایفه ساتلو داده شده‌است. (۲۹) هر چند جزو اسناد ملکی سندی به تاریخ ۱۲۰۰هـ. ق. وجود دارد ولی نامی از شاهسون بغدادی در آن برده نشده‌است.

## طایفه‌های ایل شاهسون بغدادی
ایل شاهسون بغدادی از هفت شاخهٔ اصلی الوار، لک و کوسلر و ارخلو و موصل لو و دوگر. کلوند تشکیل شده‌است:

## طایفهٔ کوسه‌لَر
کوسه‌لَر نام طایفه‌ای بزرگ از ایل شاهسون بغدادی است که توسط شاه عباس در ائتلاف اتحادیهٔ ایل‌های تشکیل دهندهٔ سپاهیان شاهسون قرار گرفت و پس از بازگشت آنان به عراق نادرشاه قریب به اتفاق آن‌ها را از منطقهٔ کرکوک و موصل به خراسان و افغانستان کوچاند. این ایل پس از استقرار در ایران دوران صفوی و زند و افشار و قاجار در جغرافیای ایران جابه‌جا شده و در حوالی آذربایجان، قزوین، شیراز، اصفهان، قم و تهران که پایتخت بوده‌اند، اسکان یافته‌اند. پیش از آخرین اسکان که در منطقه‌ای بین ساوه، همدان و قزوین بوده، دارای تاریخچه مشخص بوده و متعاقب آن در دوران پهلوی اول مانند سایر عشایر کوچ‌رو تخته‌قاپو شده و اسکان یافته‌است. اسکان عشایر این ایل و طایفه‌ها و تیره‌های وابسته را به شهرهای اطراف کوچانده اند.
کوسه‌لَر بزرگ‌ترین طایفهٔ شعبهٔ لک ایل شاهسون بغدادی است. بر اساس گزارش‌های اسکان عشایر در عثمانی، در سال ۱۷۰۸میلادی. جماعت حاجی بهاءالدین‌لو در قریهٔ «کوسه‌لَر» از توابع گلنار اسکان داده می‌شوند. (۱۸) در قرن نوزدهم نیز، بنابر تحقیقات فاروق سومر، طایفهٔ کوسه‌لَر در «نازیللی» ولایت آیدین زندگی می‌کرده‌اند. (۱۹) در داستان «دوقلوهای ترک» خانم جاهید اوچوق از «مزرعهٔ کوسه‌لَر» یاد شده‌است. (۲۰) هم‌اکنون در شمال آنتالیا محلی به نام کوسه‌لَر وجود دارد و افراد بسیاری نیز در محلات فاتح، بایرم پاشا، زیتون بورنو، باغچه لیاولر، کوچوک کوی، یدی کوله، باغجیلار، قاضی عثمان پاشا، مرتر، حوجا مصطفی پاشا، و بکیرکوی استانبول زندگی می‌کنند که نام فامیل‌شان «کوسه‌لَر» است.

## تیره‌های طایفهٔ کوسه‌لَر
طایفهٔ کوسه‌لَر شامل دو تیرهٔ اصلی است: ۱ - تیرهٔ اصلی کوسه (خاصا - تیره‌های اولیه) تیره‌های خالدلو، سرخابلو، حرانلو از یک ریشه و تیره‌های علی کورلو، اسماعیل لو، عطاخانلو، و نظرلو و کیچکین علی از یک ریشه می‌باشند.
۲ - تیرهٔ اصلی کوسه (تیره‌های ثانویه)

## ساختار اجتماعی ایل شاهسون
هرم سازمان تولیدی ایل شاهسون از خانوار آغاز و به تیره و طایفه ختم می‌شود. در گذشته ریاست طوایف را خان‌ها به عهده داشتند که امروز از مزایای اجتماعی-اقتصادی و سیاسی شایانی برخوردار هستند. سرکردگان شاهسون نسبت به خان‌های ایلاتی مانند قشقایی بسیار قدرتمندتر بودندو نفوذ و قدرت بسیار زیادی در درباز و حکومت برخوردار بودند. در راس هر رده کوچک نیز مسئولی قرار داشت که بر اساس قدرت و مرتبه ابتدا ایل بیگی وخان و آق‌سقل [ریش‌سفید] نامیده می‌شد.

## مسابقه‌های دو و میدانی ایل
گفتنی است در دوران گذشته، تمام افراد ایل، زن و مرد، کودک و بزرگسال، به ویژه جوان‌ها به خاطر نوع زندگی عشایری بسیار ورزیده و چالاک بودند. در مراسمی همچون جشن و عروسی که افراد فراوانی گردهم می‌آمدند، رقابت‌های ورزشی در زمینه‌های گوناگونی برگزار می‌شد. یکی از آن‌ها مسابقه‌های دو و میدانی، شامل دوی سرعت، پرش و… میان جوان‌ها و دونده‌های تیره‌ها و طایفه‌های ایل بود.
در مسابقه‌های دوی سرعت؛ گوشت گوسفند قربانی را به عنوان جایزه در خط پایان می‌گذاشتند، دونده‌ای که زودتر به آن‌جا می‌رسید و برنده می‌شد، آن را برمی‌داشت و تصاحب می‌کرد. در اصطلاح به نفر نخست مسابقه گفته‌می‌شد؛ «فلانی گوشت گوسفند را برد (فلانی دُشو قاپدو)».
این مسابقه در صبح روز چهارشنبه آخر سال (چهارشنبه سوری)
در میان مردان ایل به صورت عمومی و گروهی برگزار می‌شده در طول مراسم شعری اینگونه توسط افراد، خوانده می‌شده
بو گون گونو باتمادو بیرسه دوش قاپمادو
هاهای ملکه من اولم یاروم گلمسه من اولم

## چوب‌بازی - هالای
«هالای» نام کلی رقص‌های گروهی و محلی ایل شاهسون بغدادی که همواره با ساز و دُهل همراه بود، همانند رقص‌های بومی دیگر اقوام کهن ایران، نوعی تمرین، آمادگی و مهارت نظامی نیز به‌شمار می‌آمد. در برخی از رقص‌های هالای؛ ریتم، حرکت‌ها و صدای دهل، طبل و رژهٔ نظامی را تداعی می‌کرد. در رقصی به نام «چوپی» فرد سردستهٔ رقص (چوپ‌باشی) و فردی که در انتهای دستهٔ رقص قرار می‌گیرد با چوب به همراه ریتم دهل و سورنا حرکت‌های موزون انجام می‌دهند، سردستهٔ رقص با حرکت‌های نمایشی با فرد انتهای دسته می‌جنگد که تمرینی برای آمادگی مبارزه با و چوب‌دستی به‌شمار می‌آید، نمایش چوب‌بازی و مبارزهٔ صوری این رقص بسیار جالب و دیدنی است. با توجه به مهارت و استاد بودن شاهسون‌ها در مبارزه با چوب‌دستی، افراد بسیاری از ایل دارای تبحر و مهارت‌های خاص در این زمینه بودند.